# Столбушкин Михаил Михайлович

## Биография
Михаил Михайлович Столбушкин (род. 15 февраля 2006, Усть-Лабинск, Россия) - российский государственный и политический деятель. Действующий мэр г. Усть-Лабинск Краснодарский Край.